# تشو ياجون
تشو ياجون (بالصينية: 周亚君) هو لاعب كرة قدم صيني في مركز حراسة المرمى، ولد في 17 أكتوبر 1984 في شانغهاي في الصين. لعب مع شانغهاي غرينلاند شينهوا ونادي شنجن ونادي هينان جيانيي.

## وصلات خارجية
- تشو ياجون على موقع قاعدة بيانات كرة القدم.إي يو (الإنجليزية)
- تشو ياجون على موقع Soccerway.com (الإنجليزية)